# 王守履
王守履（？—？），號存予，山西汾州府永寧州寧鄉縣人，軍籍，明末清初政治人物。

## 生平
翰林院檢討王縉之子。天啟元年（1621年）辛酉科山西鄉試舉人，二年（1622年）聯捷壬戌科二甲第十五名進士，授许州知州，六年升户部员外郎，管理太仓银库，以事降三级。崇祯中历官工部员外郎、郎中。清朝入关后，起补工部都水司郎中，考选廣西道监察御史，巡視長蘆鹽運。

## 家族
曾祖父王敷，祖父王弘化，贈禮部員外郎。父王縉，進士、檢討。